# Peugeot Type 139
La Peugeot Type 139 Torpédo est un modèle de la marque Peugeot, produit en 1911 dans les usines de Lille. Ce véhicule fait partie de ceux développés du vivant d'Armand Peugeot (1849-1915), fondateur de la marque en 1889.

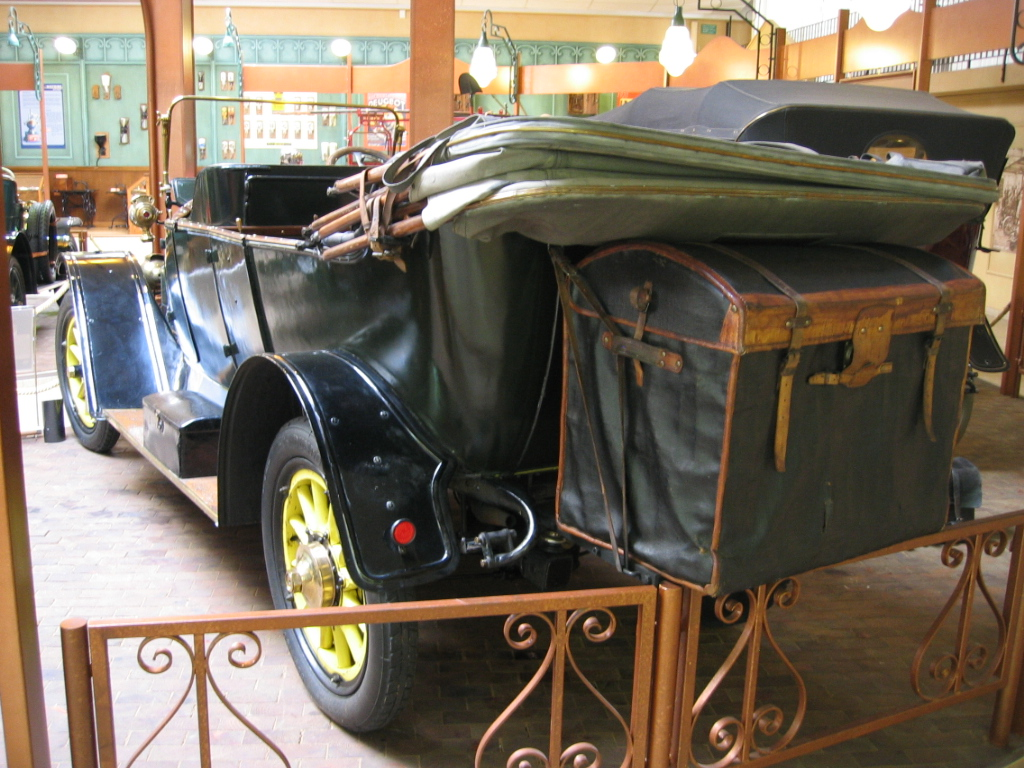